# Afia Charles
Afia Charles, född 22 juli 1992, är en antiguansk och barbudansk friidrottare. Hon deltog vid olympiska sommarspelen 2012.